# Uppvällningsområde
Ett uppvällningsområden är ett område där vattenströmmar för upp näringsrikt vatten vilket ger en hög produktion av växtplankton, djurplankton, kräftdjur och fisk. Även andra havslevande däggdjur och havsfåglar kan leva av den höga produktionen i området.